# Nördlicher Mannsschild
Der Nördliche Mannsschild (Androsace septentrionalis), auch als Nordischer Mannsschild, Mannesharnisch oder Mannsschild bezeichnet, ist eine Pflanzenart aus der Gattung Mannsschild (Androsace) innerhalb der Familie der Primelgewächse (Primulaceae). Sie ist auf der Nordhalbkugel weitverbreitet.

## Beschreibung

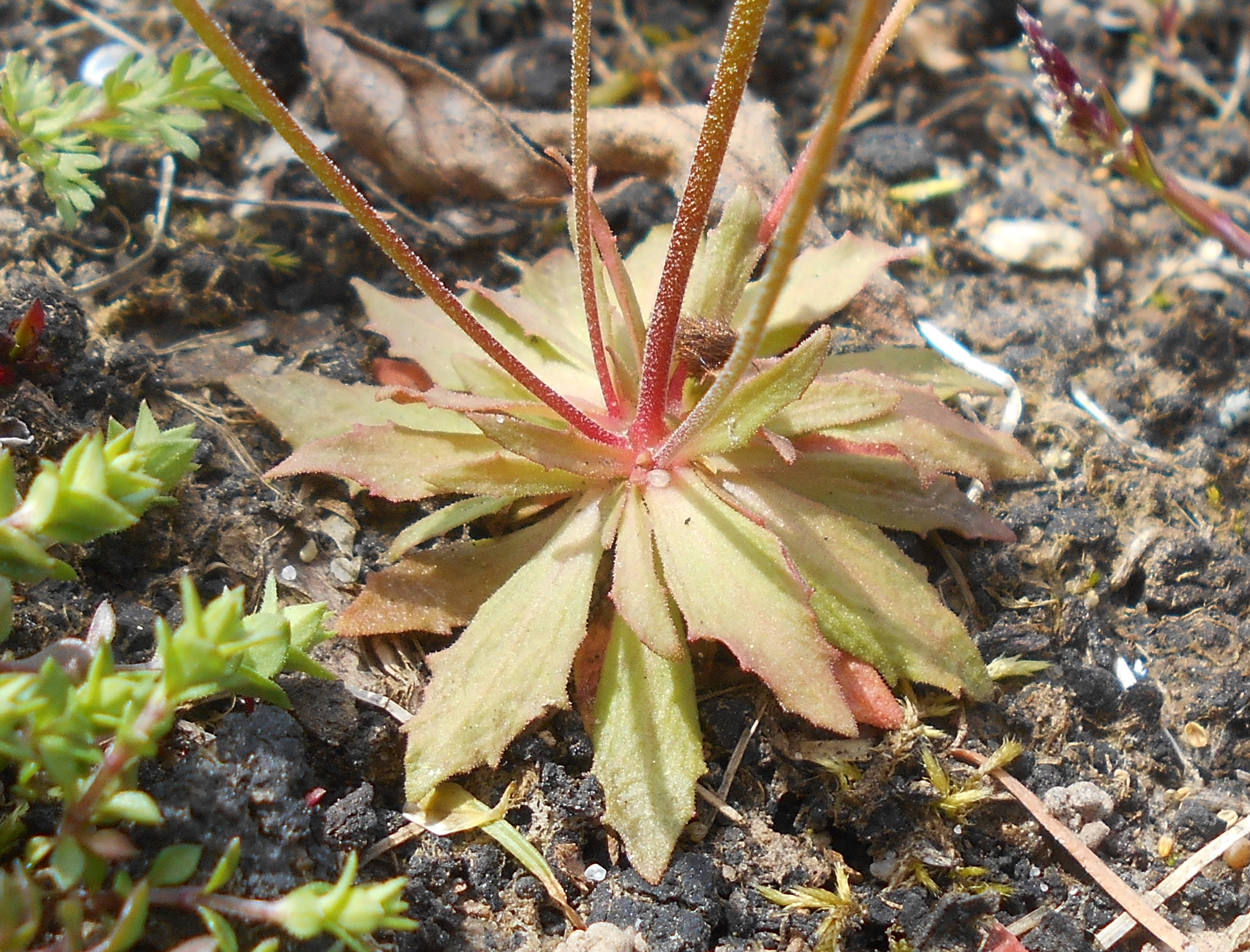
Blattrosette und unterer Bereich der Blütenstandsschäft

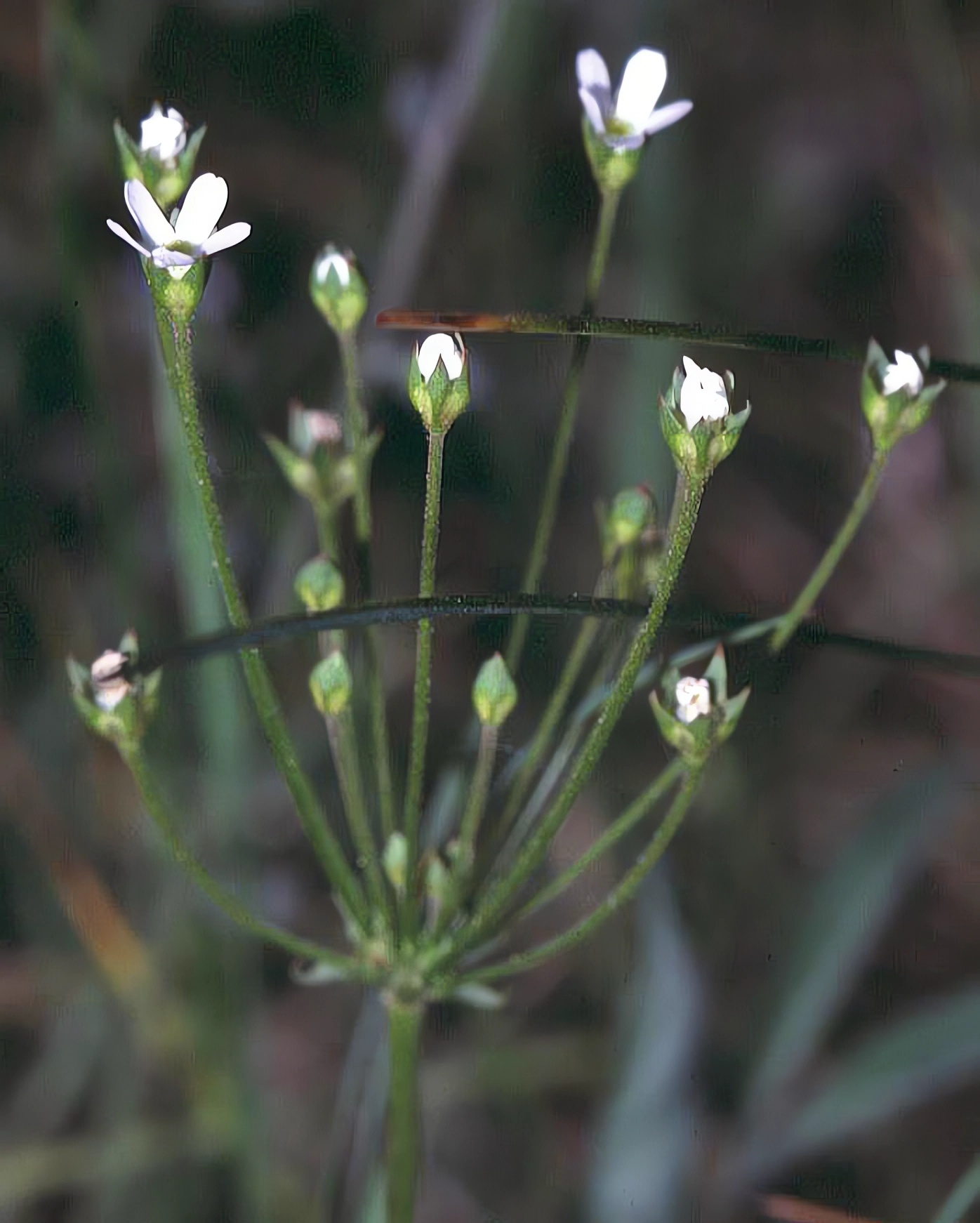
Doldiger Blütenstand

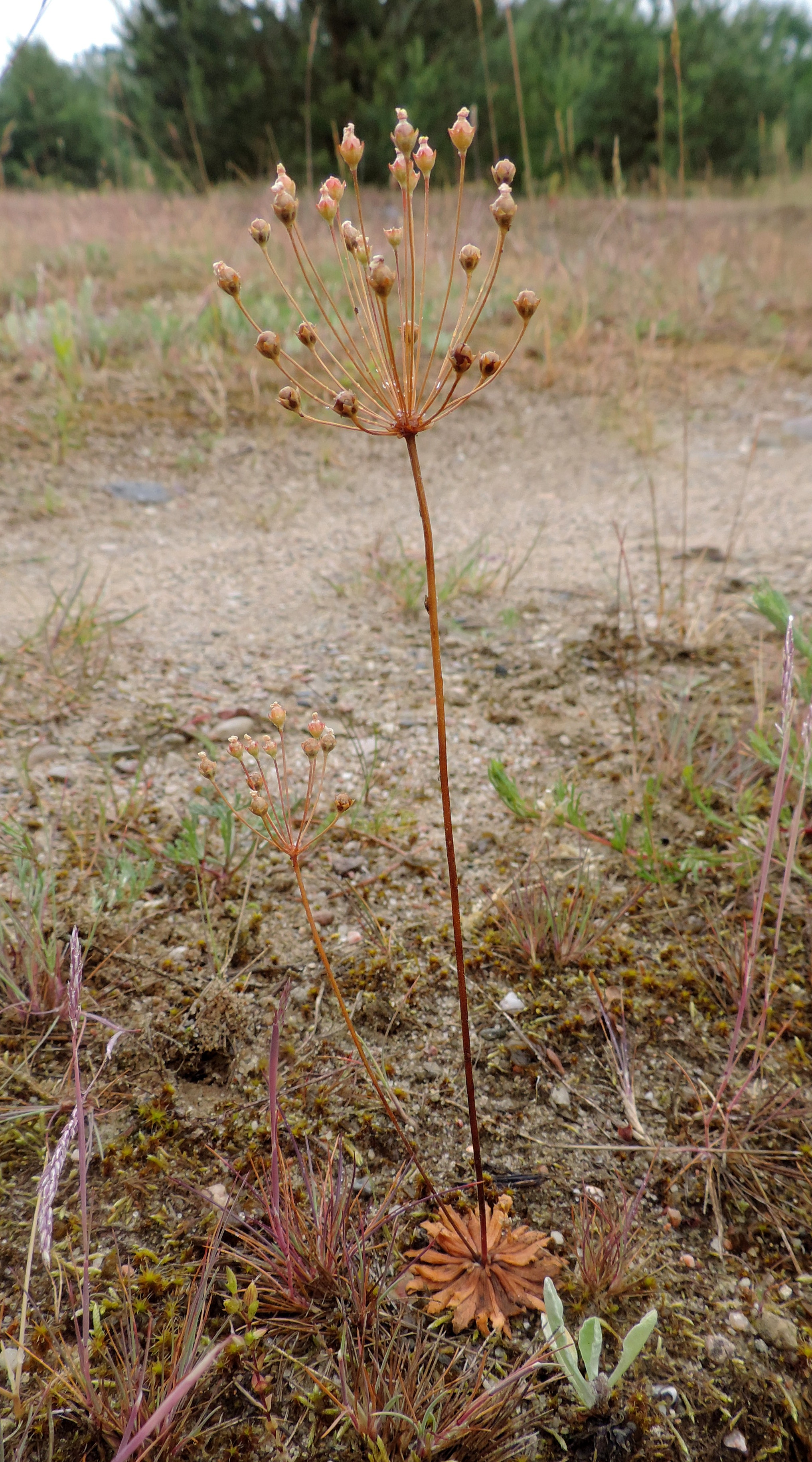
Habitus und Fruchtstand

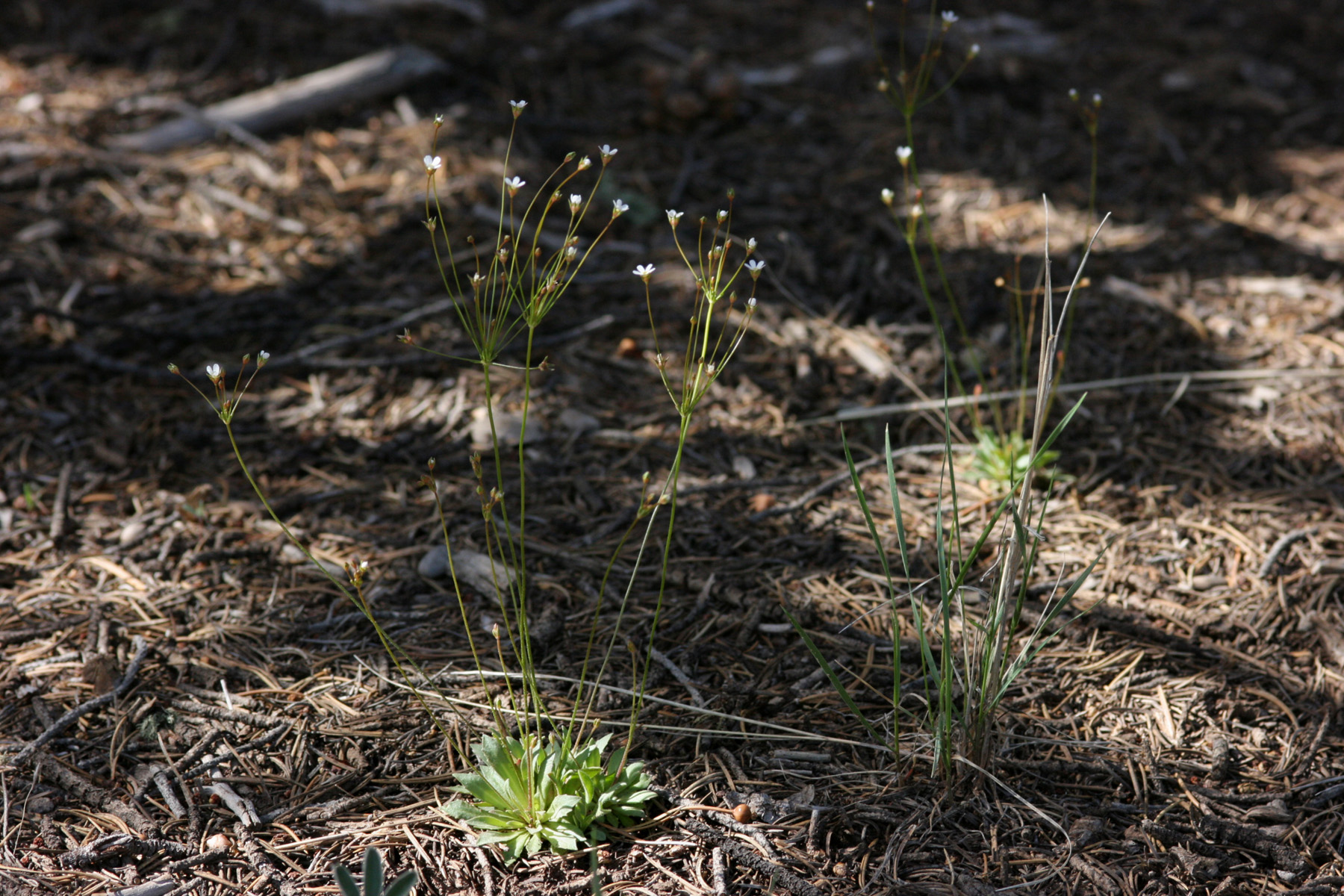
Habitus im Habitat

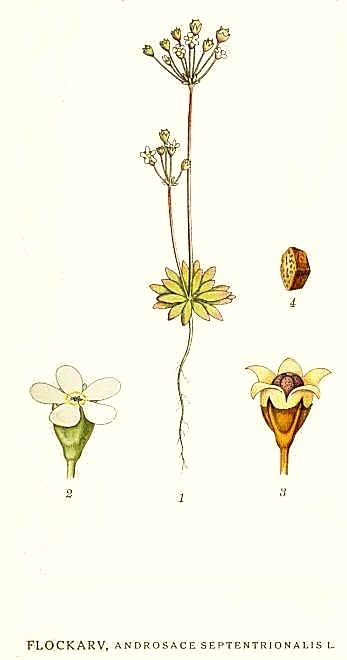
Illustration aus Carl Axel Magnus Lindman: Bilder ur Nordens Flora, Stockholm

Der Nördliche Mannsschild ist morphologisch sehr variabel.

### Vegetative Merkmale
Der Nördliche Mannsschild wächst als einjährige, selten zweijährige krautige Pflanze und erreicht Wuchshöhen von meist 5 bis 15 (1 bis zu 30) Zentimetern. Es wird eine lange Pfahlwurzel gebildet. Die oberirdischen Pflanzenteile sind mit kurzen, rötlichen Stieldrüsen besetzt und mit einfachen, gabeligen oder sternförmigen Trichomen behaart.
Die Laubblätter sind in einer grundständigen Rosette angeordnet und sind sitzend oder es ist ein sehr kurzer geflügelter Blattstiel vorhanden. Die einfache Blattspreite ist bei einer Länge von meist 10 bis 30 (5 bis 35) Millimetern sowie einer Breite von meist 3 bis 5 (1,5 bis 10) Millimetern verkehrt-lanzettlich, lanzettlich, länglich-lanzettlich oder elliptisch mit spitzem oberen Ende und gezähntem Rand. Die Blattflächen besitzen vorwiegend gabelige sowie einfache Trichome und die Blattoberseite kann ganz verkahlen. Oft sind die Blattränder bewimpert.

### Generative Merkmale
Die Blütezeit reicht von Mai bis Juni, in Deutschland von April bis Juni. Je Pflanzenexplar sind ein oder meist zu mehrere (ein bis zehn) Blütenstandsschäfte vorhanden, die einzeln aus den Achseln der oberen Laubblätter entspringen. Der aufrechte Blütenstandsschaft ist meist 8 bis 25 (1 bis 30) Zentimeter lang. Der Blütenstandsschaft und die Blütenstiele sind dicht mit Sternhaaren oder kurz verzweigten Trichomen flaumig oder selten drüsig behaart oder verkahlen. Im doldige Blütenstand sind viele (5 bis 30) Blüten dicht angeordnet. Die ungleich langen, drüsig flaumig behaarten Blütenstiele sind während der Anthese aufrecht bis gebogen sowie 1 bis 1,7 Zentimeter lang und verlängern sich zur Fruchtzeit bis zu einer Länge von 2 bis 6, selten bis zu 10 Zentimetern und sind drei- bis sechsmal so lang wie die Tragblätter. Die Tragblätter, auch Hüllblätter genannt, sind bei einer Länge von meist 2 bis 3 (1,7 bis zu 4) Millimetern sowie einer Breite von nur bis zu 0,5 Millimetern relativ schmal, länglich, länglich-lanzettlich, lanzettlich oder spatelförmig.
Die zwittrigen Blüten sind radiärsymmetrisch und fünfzählig mit doppelter Blütenhülle. Die fünf, fast kahlen, 2,5 bis 3,5, selten bis zu 4 Millimeter langen Kelchblätter sind auf etwa ein Drittel bis der Hälfte ihrer Länge kreisel- oder glockenförmig verwachsen. Der Kelch ist gelblich oder rötlich mit auffälligen, grünen Rippen. Die fünf Kelchzähne sind breit-lanzettlich bis kurz mehr oder weniger schmal dreieckig mit spitzem bis stumpfem oberen Ende und sind dunkler als die Kelchröhre; es sind fünf Nerven erkennbar. Die weiße, rosafarbene oder rötliche Blütenkrone weist einen Durchmesser von 4 bis 5, selten bis zu 6 Millimetern auf und überragt den Kelch. Die Kronröhre ist gleich lang oder kürzer als der Blütenkelch. Der gelbe Schlund ist verengt, weist einen Durchmesser von nur etwa 3 Millimetern auf und endet in einem Ring aus Schuppen. Die fünf Kronlappen sind bei einer Länge von 1 bis 1,2 Millimetern sowie einer Breite von 0,6 bis 1 Millimetern länglich. Es ist nur der innere Kreis mit fünf Staubblättern vorhanden. Die untereinander freien Staubfäden sind sehr kurz und in der Kronröhre inseriert. Die Staubbeutel sind eiförmig mit stumpfem oberen Ende. Der oberständige Fruchtknoten ist einkammerig. Der Griffel ist einfach. Die Staubblätter und die Narbe überragt die Kronröhre nicht.
Die Kapselfrucht ist bei einer Länge von 3 bis 5 Millimetern kugelig, gleich lang oder etwas länger als der Kelch, öffnet sich bis fast zu seiner Basis und enthält fünf bis zehn oder viele Samen. Die Samen sind bei einer Länge von 1 bis 1,2 Millimetern sowie einer Breite von 0,5 bis 0,7 Millimetern länglich-kantig mit leicht warziger Samenschale.

### Chromosomensatz
Die Chromosomenzahl beträgt x = 10; es liegt Diploidie mit einer Chromosomenzahl von 2n = 20 vor.

## Ökologie
Beim Nördlichen Mannsschild handelt es sich um einen Therophyten.
Blütenökologisch handelt es sich Stieltellerblumen mit völlig verborgenem Nektar, bei denen sich Staubblätter und Narbe im Inneren der Kronröhre befinden. Es liegt Dichogamie vor: Die Blüten sind homogam, also sind männliche und weibliche Blütenorgane gleichzeitig fertil. Es liegt Homostylie vor. Bei ausbleibender Fremdbestäubung erfolgt spontane Selbstbestäubung innerhalb einer Blüte. Sowohl Selbst- als auch Fremdbefruchtung sind häufig. Es liegt Selbstkompatibilität vor: Selbstbefruchtung führt erfolgreich zum Samenansatz. Als Belohnung für Bestäuber ist Nektar vorhanden. Pollenübertragung kann durch Insekten erfolgen. Bestäuber sind Bienen, Hummeln, Wespen, Wollschweber (Bombyliidae) und Schwebfliegen (Syrphiden).
Diasporen sind die Samen. Die Diasporen werden durch den Wind ausgebreitet (Anemochorie).

## Vorkommen und Gefährdung
Der Nördliche Mannsschild ist in Eurasien, Grönland und Nordamerika weitverbreitet. Es gibt in Eurasien Fundortangaben für Deutschland, Österreich, Liechtenstein, die Schweiz, Italien, Monaco, Frankreich, Polen, Tschechien, Dänemark, Norwegen, Schweden, Finnland, den europäischen Teil Russlands, Kaliningrad, Belarus, Estland, Litauen, Lettland, die Slowakei, Rumänien, Moldawien, die Ukraine, die Krim, Ciskaukasien, Armenien, Aserbaidschan, Kasachstan, Kirgisistan, Tadschikistan, Turkmenistan, Usbekistan, Dagestan, das östliche Sibirien, Pakistan, die Mongolei, die östliche Innere Mongolei und die chinesischen Provinzen nördliches Hebei sowie nördliches Xinjiang. In Nordamerika ist Androsace septentrionalis in den kanadischen Gebieten Northwest Territory, Nunavut, Saskatchewan, Yukon-Territorium, Ontario, Manitoba, British Columbia, Québec und in den US-Bundesstaaten Alaska, Washington, Kalifornien, Utah, Alberta, Colorado, Idaho, Oregon, Minnesota, Montana, Nevada, North Dakota, South Dakota, Texas, New Mexico und im nördlichen Mexiko weitverbreitet.
Androsace septentrionalis ist in Nordamerika sehr verbreitet. Sie gedeiht in Nordamerika auf offenen sandigen Standorten, in steinigen Böden im Grasland, in Gebüschen, Wäldern, in Tundra-Gesellschaften in Höhenlagen von 0 bis 3500 Metern. Sie gedeiht auch an gestörten Standorten. Sie kommt in Nordamerika von den Ebenen bis in die alpine Tundra der Rocky Mountains vor. Sie ist in Nordamerika die häufigste Art der Gattung Androsace besonders im westlichen Teil. Androsace septentrionalis gedeiht in Kalifornien an trockenen, steinigen Standorten in Höhenlagen von 2700 bis 3600 Metern in der Sierra Nevada, den Inyo Mountains sowie White Mountains.
Androsace septentrionalis gedeiht in China auf Trockenrasen, an Ufern von Fließgewässern, an Südhängen des Waldsteppen-Gürtels in Höhenlagen von 2000 bis 2600 Metern.
Der Nördliche Mannsschild ist in Mitteleuropa sehr selten. Er ist in Österreich „vom Aussterben bedroht“. Der Nördliche Mannsschild kommt in der Schweiz selten und nur im Kanton Wallis und im Engadin vor. Der Nördliche Mannsschild ist in Deutschland sehr selten und praktisch nur noch im Maingebiet am Maindreieck zu finden, es handelt sich um hochgradig isolierte Vorposten und er ist in der Roten Liste der gefährdeten Pflanzenarten Deutschlands nach Metzing et al. 2018 in Kategorie 1 =  „vom Aussterben bedroht“ eingeordnet, da die extrem seltenen Bestände eine starke Abnahme aufweisen; gegenüber 1998 ist keine Veränderung der Einordnung erfolgt.
Der Nördliche Mannsschild wächst in Mitteleuropa in Schillergrasfluren, auf Dämmen, Dünen und Äckern. Der Nördliche Mannsschild gedeiht in Mitteleuropa meist trocken-warme und kalkarme Sand- oder sandige Lehmböden. Er ist in Mitteleuropa eine Charakterart des Sedo-Scleranthetea-Klasse.
Die ökologischen Zeigerwerte nach Ellenberg sind: Lichtzahl 8 = Halblicht- bis Volllichtpflanze, Temperaturzahl 7 = Wärmezeiger, Kontinentalitätszahl 7 = gemäßigtes Steppen- bis Steppenklima zeigend, Feuchtezahl 2 = Starktrockenheits- bis Trockenheitszeiger, Feuchtewechsel: keinen Wechsel der Feuchte zeigend, Reaktionszahl 5 = Mäßigsäurezeiger, Stickstoffzahl 2 = ausgesprochene Stickstoffarmut bis Stickstoffarmut zeigend, Salzzahl 0 = nicht salzertragend, Schwermetallresistenz: nicht schwermetallresistent.
Die ökologischen Zeigerwerte nach Landolt et al. 2010 sind in der Schweiz: Feuchtezahl F = 1 (sehr trocken), Lichtzahl L = 4 (hell), Reaktionszahl R = 2 (sauer), Temperaturzahl T = 2+ (unter-subalpin und ober-montan), Nährstoffzahl N = 3 (mäßig nährstoffarm bis mäßig nährstoffreich), Kontinentalitätszahl K = 5 (kontinental).

## Systematik
Die Erstveröffentlichung von Androsace septentrionalis erfolgte 1753 in Species Plantarum, Tomus I, S. 142. Lectotypusmaterial ist LINN-197.4. Das Artepitheton septentrionalis bedeutet „nördlich“. Die meisten beschriebenen Subtaxa sind Synonyme. Morphologisch ist sie sehr variabel, je nach Standort und es wurden daher viele Namen veröffentlicht, die sich meist als Synonyme herausstellten. Synonyme für Androsace septentrionalis L. sind: Androsace septentrionalis subsp. subumbellata (A.Nelson) G.T.Robbins, Androsace septentrionalis subsp. puberulenta (Rydb.) G.T.Robbins, Androsace septentrionalis var. puberulenta (Rydb.) R.Knuth, Androsace arguta Greene, Androsace gormanii Greene, Androsace puberulenta Rydb., Androsace septentrionalis var. diffusa (Small) R.Knuth, Androsace septentrionalis subsp. glandulosa (Wooton & Standley) G.T.Robbins, Androsace septentrionalis var. glandulosa (Wooton & Standley) H.St.John, Androsace septentrionalis subsp. puberulenta (Rydb.) G.T.Robbins, Androsace septentrionalis subsp. robusta (H.St.John) G.T.Robbins, Androsace septentrionalis var. robusta H.St.John, Douglasia ochotensis subsp. gormanii (Greene) Á.Löve & D.Löve.
In der Flora of China 1996 gibt es zwei Varietäten:
- Androsace septentrionalis var. breviscapa Krylov: Sie kommt in Kasachstan, Pakistan, Russland, in der Mongolei und im nördlichen Xinjiang vor.[6]
- Androsace septentrionalis L. var. septentrionalis[6]